# Carol Ann Lee
Carol Ann Lee (Yorkshire, 20 maart 1969) is een Britse auteur. Ze werd vooral bekend door haar boeken over Anne Frank. Ze heeft enige tijd in Amsterdam gewoond en woont nu (2007) weer in Engeland. 
In 2002 baarde ze opzien door in haar boek Het verborgen leven van Otto Frank te verklaren dat Tonny Ahlers de vader van Anne Frank, Otto Frank, zou hebben gechanteerd dat hij zaken had gedaan met de Duitsers  in de Tweede Wereldoorlog. Tonny Ahlers zou verder achter Het verraad van Anne Frank hebben gezeten, maar is het Maarten Kuiper geweest die de Sicherheitsdienst inlichtte, wat leidde tot het oppakken van de onderduikers.
Verder schreef ze ook kinderboeken waarvan Begraven als een koning uit 2005 haar debuut was. Het was een hommage aan haar grootvader die had gevochten in de Eerste Wereldoorlog. 